# Amara (Nubia)

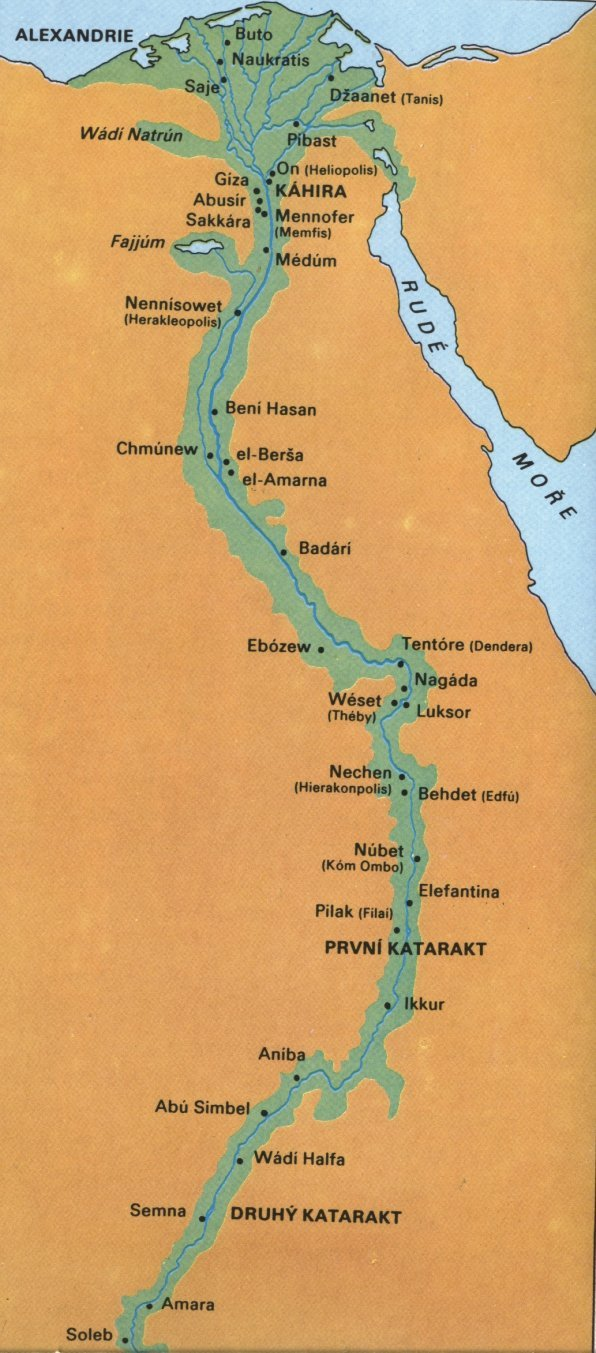
Amara, al sur del mapa del Nilo.

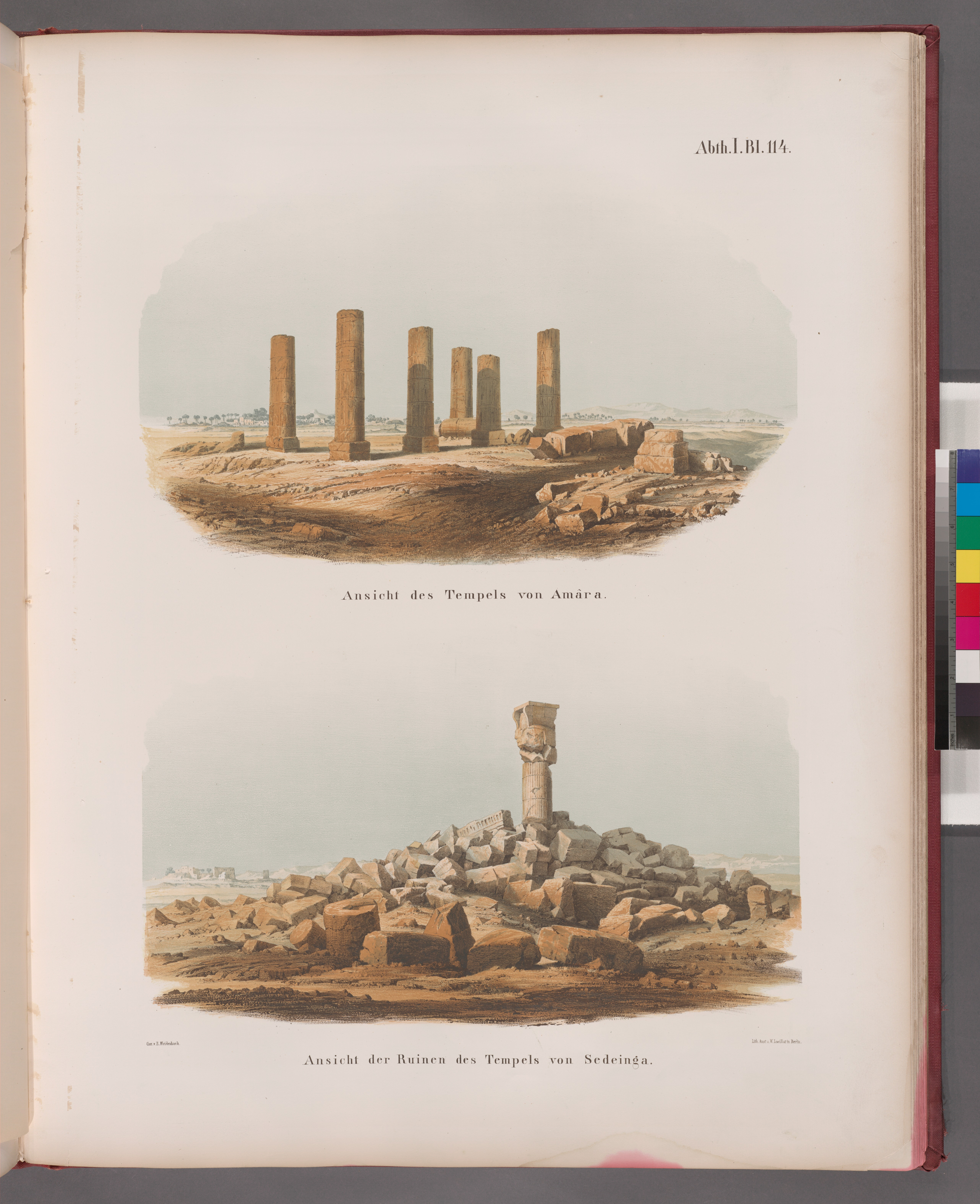
Vestigios del templo de Amara.

Amara, diferenciada como Amara Oriental y Amara Occidental, es el nombre moderno de una ciudad del Antiguo Egipto situada en Nubia, en lo que hoy es Sudán, a unos 20 km al sur de Semna. Las ciudades se encuentran al norte de la tercera catarata del Nilo, cerca de la ciudad moderna de Abri, y sus nombres se deben a las orillas del río en que están situadas cada una.
Parece que sustituyó a Soleb como capital de la provincia egipcia de Kush (Alta Nubia), mientras que la ciudad de Aniba era la capital de Wawat (Baja Nubia). 

## Amara Occidental
Amara Occidental fue fundada por Seti I de la dinastía XIX, por lo que el virrey Amenemopet (circa1279 a. C.) grabó allí una estela en honor del faraón. Fue temporalmente un centro administrativo, la residencia oficial del virrey de Kush. La ciudad fortificada medía aproximadamente 200 x 200 m y contenía un gran templo edificado por Ramsés II, que fue excavada entre 1938 y 1950. El nombre de la ciudad fue primero per-Menmaatre (Casa de Seti I), posteriormente Per-Ramsés-meri-Amon (Casa de Ramsés II), y finalmente Chenem-Uaset.

## Amara Oriental
Amara Oriental fue construida en el periodo Meroítico, y su nombre en meroítico era Pedeme. En ella hubo un templo construido por Natakamani; la expedición Lepsius desenterró y documentó ocho pilares decorados, pero en la actualidad sólo existen unos pocos restos de las murallas de la ciudad. 